# Ощущения (фильм)
Ощущения (англ. Sensations) — классический франко-голландский порнофильм эпохи порношика 1975 года режиссёра и продюсера Лассе Брауна. Авторы сценария — Вероника Моне (Veronique Monet) и Аксель Браун. В главных ролях — Бриджит Майер и Вероника Моне. Также в фильме снялась Таппи Оуэнс (Tuppy Owens). Фильм был показан на Каннском кинофестивале и стал первым европейским порнофильмом, который распространялся в США.

## Сюжет
Две красивые женщины, Маргарет и её лучшая подруга, приезжают в Амстердам, чтобы встретить парня Маргарет, который работает фотографом. Вскоре они попадают в очень свободные в сексуальном плане ситуации. Маргарет — скромная, наивная и робкая, а её подруга, наоборот, хочет попробовать лесбийский и все другие виды секса. Они даже являются свидетелями золотого дождя. Маргарет становится все труднее и труднее сопротивляться искушениям этой странной сексуальной страны чудес, и её приключения заканчиваются самым похотливым и необычным образом.

## В ролях

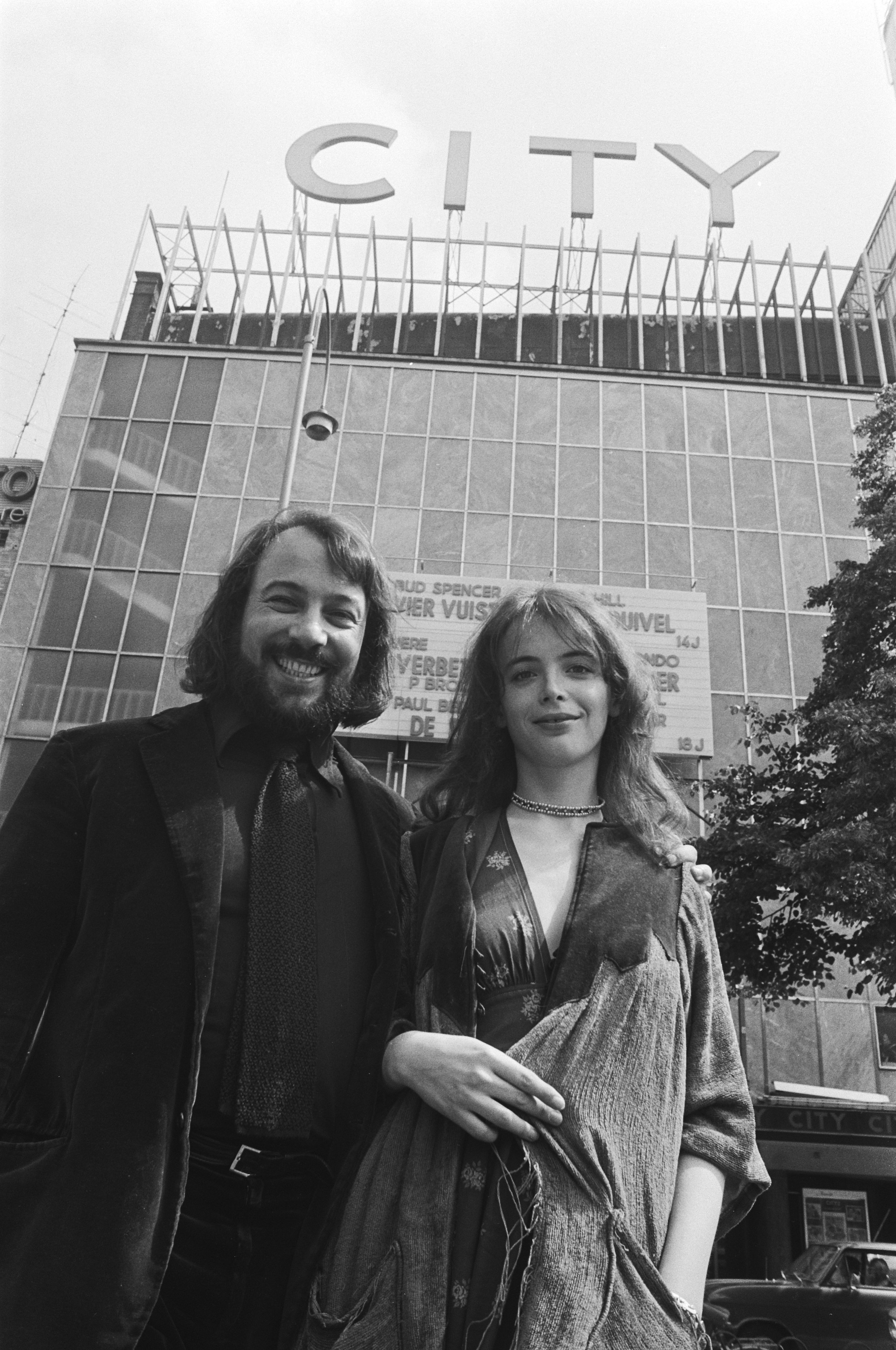
Лассе Браун и Бриджит Майер, 1976 год

- Бриджит Майер — Маргарет
- Вероник Монод — Вероника
- Хельга Трикси — Трикси
- Фредерика Баррал — Лиза
- Роберт Ле Рэй — лорд Уэтерби
- Тьюпи Оуэнс — леди Памела

## Список сцен
1. Фредерик Барал, Пьер Латур
2. Вероника Моне, Джон Уилсон
3. Трикси Хайненн, Вероника Моне
4. Ева Куанг, Николь Велна
5. Бриджит Майер, Бент Рохведер

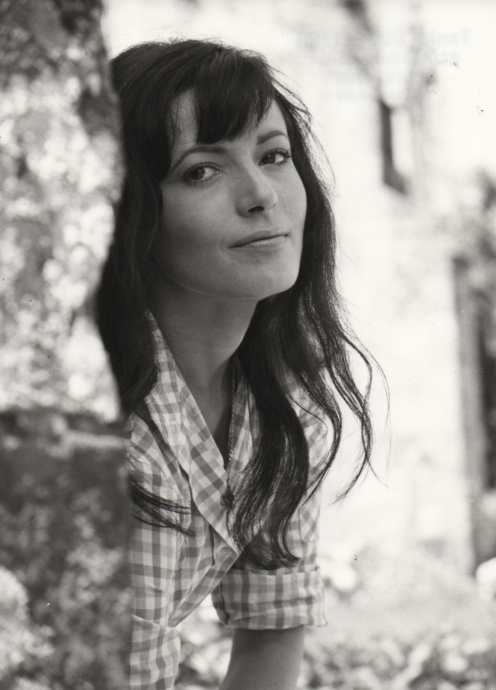
Таня Буселье

6. Ева Куанг, Николь Велна, Бент Роведер
7. Натали Морин, парень, Патрик Андерсон
8. Таппи Оуэнс
9. Таппи Оуэнс, Клаудио Россо
10. Вероник Моне, Роберт Ле Рэй
11. Таня Бусселье
12. Таня Буселье, Роберт Ле Рэй
13. Доун Каммингс, Mexican Anonymous
14. Бриджит Майер, Нико Вольферштеттер
15. Трикси Хайненн, Патрик Андерсон
16. Бриджит Майер, Вероник Моне, Клаудио Россо, Роберт Ле Рей, Нико Вольферштеттер
17. Бриджит Майер, Таня Басселье, Трикси Хайненн, Вероник Моне, Клаудио Россо, Патрик Андерсон, Роберт Ле Рэй, Нико Вольферштеттер

## Награды
Включён в Зал славы XRCO в 1987 году.